# Kovács György (író)
Kovács György (Küsmöd, 1911. április 27. – Marosvásárhely, 1990. október 21.) erdélyi magyar író, közíró, politikus.

## Életútja
Nagyenyeden végezte középiskolai tanulmányait, ekkor jelentek meg az Enyedi Újságban és az Ellenzékben első tárcanovellái, karcolatai (1928–1930). Egy ideig a kollégiumi könyvtár diákkönyvtárosa. Ekkor találkozik az Enyedre látogató Móricz Zsigmonddal. Szép visszaemlékezésben írja meg a jeles író kollégiumi látogatását, és rá gyakorolt hatását. Ezután a kolozsvári egyetemen diplomázott. Az Ellenzék című lap szerkesztőségében kezdte újságírói pályáját, később Nagyváradon a Népakarat című lap szerkesztője lett. Külső munkatársa volt a Brassói Lapoknak.
1939-ben szülőfalujába költözött vissza. A második világháború után kapcsolódott be újra a közéletbe, irodalmi és újságírói tevékenysége mellett politikai pozíciókat töltött be. Nemzetgyűlési képviselő, majd a kommunista párt Központi Bizottságának tagja és nemzetgyűlési alelnök volt. 1960. június 20–25. között tartották Bukarestben az RMP III. kongresszusát. A meghívott külföldi vendégek közt jelen voltak a magyarországiak is (az MSzMP küldöttségét Kádár János vezette). A Központi Vezetőség tagja lesz Csupor Lajos, Fazekas János, Kovács György, Mogyorós Sándor, Szenkovits Sándor, Vass Gizella, a KV póttagja pedig Levente Mihály.
Írásait a marosvásárhelyi Új Szó, majd a Szabad Szó és más lapok közölték, a szépirodalomban a parasztság életéből merítette témáit. Marosvásárhelyen élt és alkotott.

## Művei (válogatás)

### Elbeszélések
- Emberarcok (Brassó, 1928)
- Erdélyi tél; Cserépfalvi, Bp., 1938
- Éjjel a gyárban; Literária, Bp., 1942 (Világvárosi regények)
- A lövétei szégyen; Romániai Magyar Népi Szövetség, Marosvásárhely, 1946
- Dali Jóska rózsája. Novellák; Irodalmi és Művészeti Kiadó, Marosvásárhely, 1947
- Bűnügy (Bukarest, 1956)
- Krisztina és a halálraítélt (Marosvásárhely, 1959)
- Falusi kaland (Bukarest, 1961)
- Leányok a kertek alatt (Bukarest, 1963)
- Bánat és bor (Bukarest, 1966)
- Kozmáné szép asszony (Bukarest, 1969)
- A hadnagy és a tünemény. Elbeszélések. 1941-1946; Kriterion, Bukarest, 1977 (Romániai magyar írók)
- Néma pásztor. Elbeszélések; vál., bev., függelék Varró János; Dacia, Kolozsvár-Napoca, 1980
- Emberarcok. Novellák; vál., előszó Nemess László; Kriterion, Bukarest, 1987

### Regények
- Varjak a falu felett (Brassó, 1934)
- A tűz kialszik. Szomorú ének egyszerű emberekről; Lap- és Könyvkiadó, Braşov-Brassó, 1935 (Ajándékregénytár)
- A vörös szamár (Marosvásárhely, 1940)
- Aranymező (1942)
- Árnyék a völgyben (Marosvásárhely, 1946)
- Boszorkány (Marosvásárhely, 1946)
- Foggal, körömmel (1949)
- A bokréta (Marosvásárhely, 1955)
- Ozsdola leánya (Bukarest, 1959)
- Katonasír (Marosvásárhely, 1960)
- Kristófék kincse (Marosvásárhely, 1960)
- Sánta lelkek (Bukarest, 1961)
- Pletykafészek (Bukarest, 1962)
- Kergető szelek (Bukarest, 1964)
- A ki nem mondott szó (Bukarest, 1964)
- Hínár (Bukarest, 1965)
- Döglött gránát (Bukarest, 1970)
- Pusztulás. Regény; Kriterion, Bukarest, 1971 (Romániai magyar írók)
- Aranymező. Regény; Kriterion, Bukarest, 1974 (Romániai magyar írók)
- Erdélyi tél. Regény, 1-2.; bev. Hajdu Győző; Dacia, Kolozsvár-Napoca, 1976
- Dezlănţuiri de iarnă. Roman (Erdélyi tél); románra ford. Veronica Bârlădeanu; Kriterion, Bucureşti, 1989 (Biblioteca Kriterion)

### Riportkönyvek
- Békülő Erdély (Bukarest, 1947)
- A szabadság útján. Moldvai csángók között; Irodalmi és Művészeti Kiadó, Kolozsvár, 1950
- Miből lett a cserebogár? (Bukarest, 1977)[3]

### Politikai publicisztika
- Nemzetiségre való tekintet nélkül (Bukarest, 1952)

### Útirajzok
- Világ fénylő reménye. Utazás a Szovjetunióban; Orosz Könyv, Bukarest, 1953
- Csatangolások a világban (Bukarest, 1968)

## Díjak, elismerések
- Román Népköztársaság Állami Díja (1951)[4]